# Phillip Whitehead
Pour les articles homonymes, voir Whitehead.
Phillip Whitehead (né le 30 mai 1937 et décédé le 31 décembre 2005), est un homme politique, producteur et réalisateur de télévision du Royaume-Uni.
Il est député européen de 1994 jusqu'à sa mort, membre du Parti travailliste et élu dans les Midlands de l'Est.